# Jura novit curia
Jura novit curia (lat.: domstolen känner rätten) är en processrättslig princip härrörande från romersk rätt. Principen innebär att en part inför domstolen inte behöver visa hur rättsreglerna ska tillämpas; det anses domstolen veta. Principen innebär också att domstolen kan lägga en rättsregel till grund för sitt avgörande, även om ingen av parterna har åberopat den och till och med om båda parterna motsätter sig detta. Principen ska ses i ljuset av vad som utgör processens ram. Utgångspunkten är att en domstol bara får döma över det som en part har åberopat i målet och att det är parternas yrkanden och grunder (med vilket avses invändningar och åberopade sakomständigheter) som sätter processens ram. Jura novit curia innebär att parternas dispositionsrätt är begränsad till de nyss nämnda frågorna. Det är alltså domstolen, inte parterna, som bestämmer vilka rättsregler som ska tillämpas och hur dessa ska tolkas.